# Cerithiella martensii
Cerithiella martensii là một loài ốc biển rất nhỏ, là động vật thân mềm chân bụng sống ở biển trong họ Cerithiopsidae. Loài này có ở Vịnh Mexico. Nó được Dall mô tả năm 1889.